# Platythorus camurus
Platythorus camurus är en insektsart som beskrevs av Morse 1900. Platythorus camurus ingår i släktet Platythorus och familjen torngräshoppor. Inga underarter finns listade i Catalogue of Life.